# 4 3 2 1
4 3 2 1 es una novela de Paul Auster, publicada en enero de 2017. Este trabajó en la obra siete días a la semana durante tres años y la escribió a mano, poniendo fin a un periodo de siete años sin publicar. Con 866 páginas (957 en la traducción al español), la novela es mucho más larga que cualquiera de sus trabajos anteriores. En septiembre de 2017 fue preseleccionado para el Premio Booker de 2017.

## Resumen
En ella se narra cómo la vida puede tomar diversos caminos dependiendo de las circunstancias que nos rodean. Cuatro escenarios para cuatro vidas del pequeño Archie, Archibald Isaac Ferguson, contadas desde su nacimiento hasta sus 20 años de edad. Ferguson (como se le conoce en el libro) crece con los mismos padres judíos de clase media, Stanley y Rose, así como con muchos de los mismos amigos, incluida Amy Schneiderman, su novia / amiga. Sin embargo, las relaciones cambian con cada versión de Ferguson. Debido a las circunstancias individuales, su vida toma caminos muy diferentes. Auster crea cuatro historias o cuatro escenarios para Archie Ferguson, que podían ser cuatro novelas separadas y distintas. Pero no narra cada una de ellas por separado, sino que los va entremezclando en función de la edad del personaje. Así los capítulos 1.1, 1.2, 1.3 y 1.4 cuentan las peripecias de Archie con tres, cuatro o cinco años en cada uno de los cuatro escenarios. Los capítulos 2.1, 2.2, 2.3 y 2.4 los correspondientes a su edad de siete, ocho o nueve años en ellos. Y así sucesivamente, hasta los 20 o 22 años de Ferguson. La historia se desarrolla en Newark, Nueva Jersey, Nueva York, París y Londres en las décadas de 1950 y 1960. A medida que Archie crece hasta la edad adulta, se cubren eventos como la guerra de Vietnam, los derechos civiles, la elección y el asesinato de Kennedy, los disturbios de Newark de 1967 y las protestas de la Universidad de Columbia de 1968.

## Acogida
En el momento de su publicación en enero y febrero de 2017, el libro recibió críticas variadas y con opiniones muy distintas. Tom Perrotta del New York Times escribió "4 3 2 1 es una obra de enorme ambición y notable artesanía, un ensamblaje monumental de ficciones competitivas y complementarias, una novela que contiene multitudes". Michelle Dean, escribiendo para Los Angeles Times, criticó duramente la ejecución del libro, refiriéndose a él como un "trabajo duro", un "obstáculo" y una "broma de mal gusto". Por otro lado, en The Seattle Times, David Takami elogió la ejecución de Auster como "brillantemente concebida ", un "brillante compendio de la tumultuosa década de 1960", con muchas "joyas descriptivas "demasiado numerosas para nombrarlas".
La novela alcanzó el puesto 13 en la lista de los más vendidos del New York Times del 19 de febrero de 2017.